# Corneille mantelée
Corvus cornix
Pour les articles homonymes, voir Corneille.
Espèce
Statut de conservation UICN

LC : Préoccupation mineure

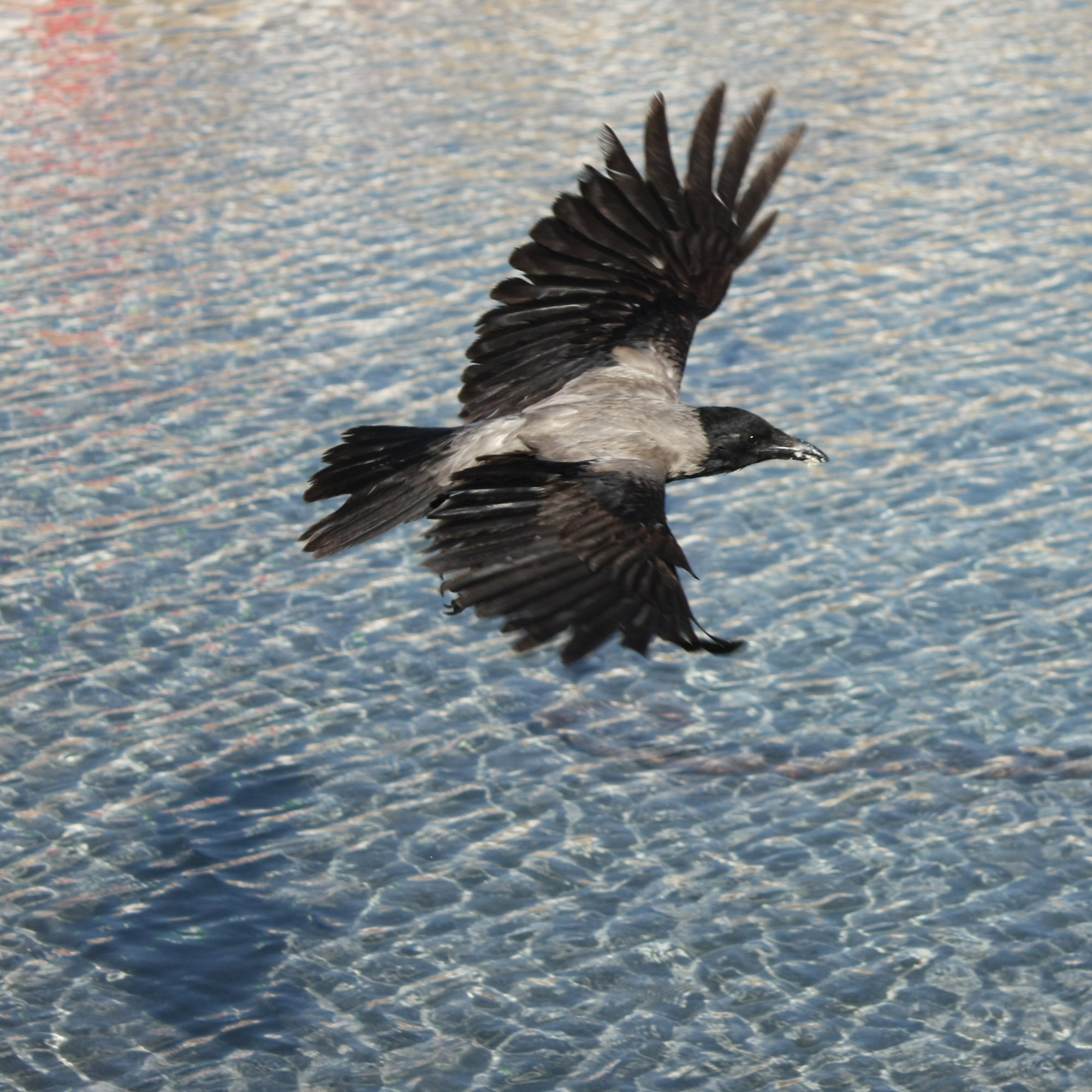
En vol à Isfahan.

La Corneille mantelée aussi appelé corbeau pigeon (Corvus cornix) est une espèce d'oiseaux appartenant à la famille des corvidés. Largement diffusée, on la rencontre dans le nord, l'est et le sud de l'Europe, ainsi que dans certaines parties du Moyen-Orient. C'est un oiseau gris cendré à tête, gorge, ailes, queue et  plumes des pattes noires, ainsi que le bec, les yeux et les pieds. Comme d'autres corvidés, c'est un oiseau omnivore et opportuniste.
Elle ressemble fortement à la Corneille noire (Corvus corone) par sa morphologie et son comportement, et ces deux espèces ont été longtemps considérées comme deux populations locales d'une même espèce. Le fait que des cas d'hybridation soient connus là où les deux espèces se rencontrent corrobore cette opinion. Toutefois, depuis 2002, la Corneille mantelée a été élevée au rang d'espèce à part entière après une observation plus attentive. Les cas d'hybridation restent en effet rares et les hybrides manquent souvent de vigueur. Quatre sous-espèces de la Corneille mantelée sont reconnues, dont l'une, la Corneille de Mésopotamie, est peut-être suffisamment distincte pour justifier son statut d'espèce à part entière.

## Description

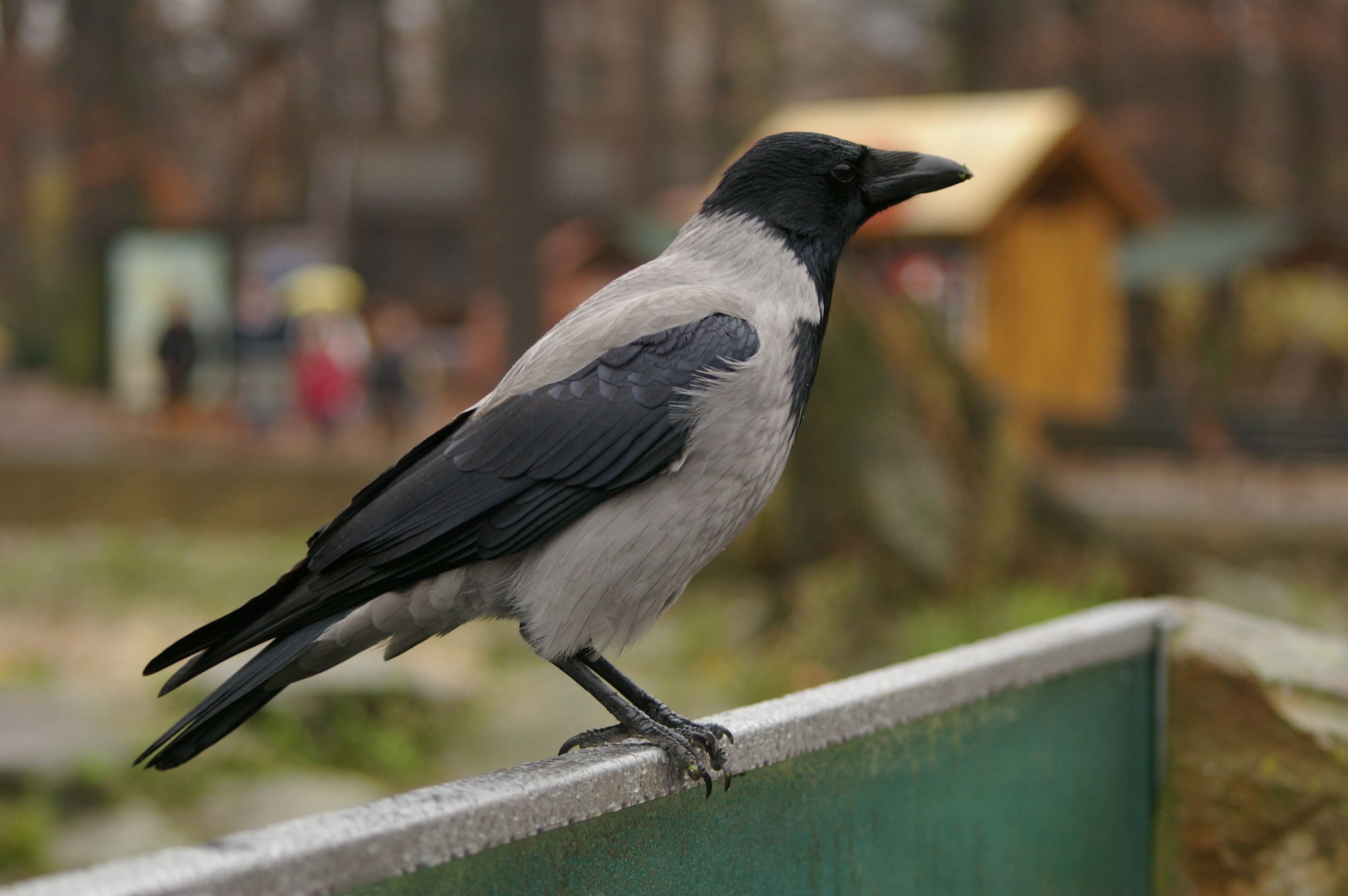
À Berlin, en Allemagne.

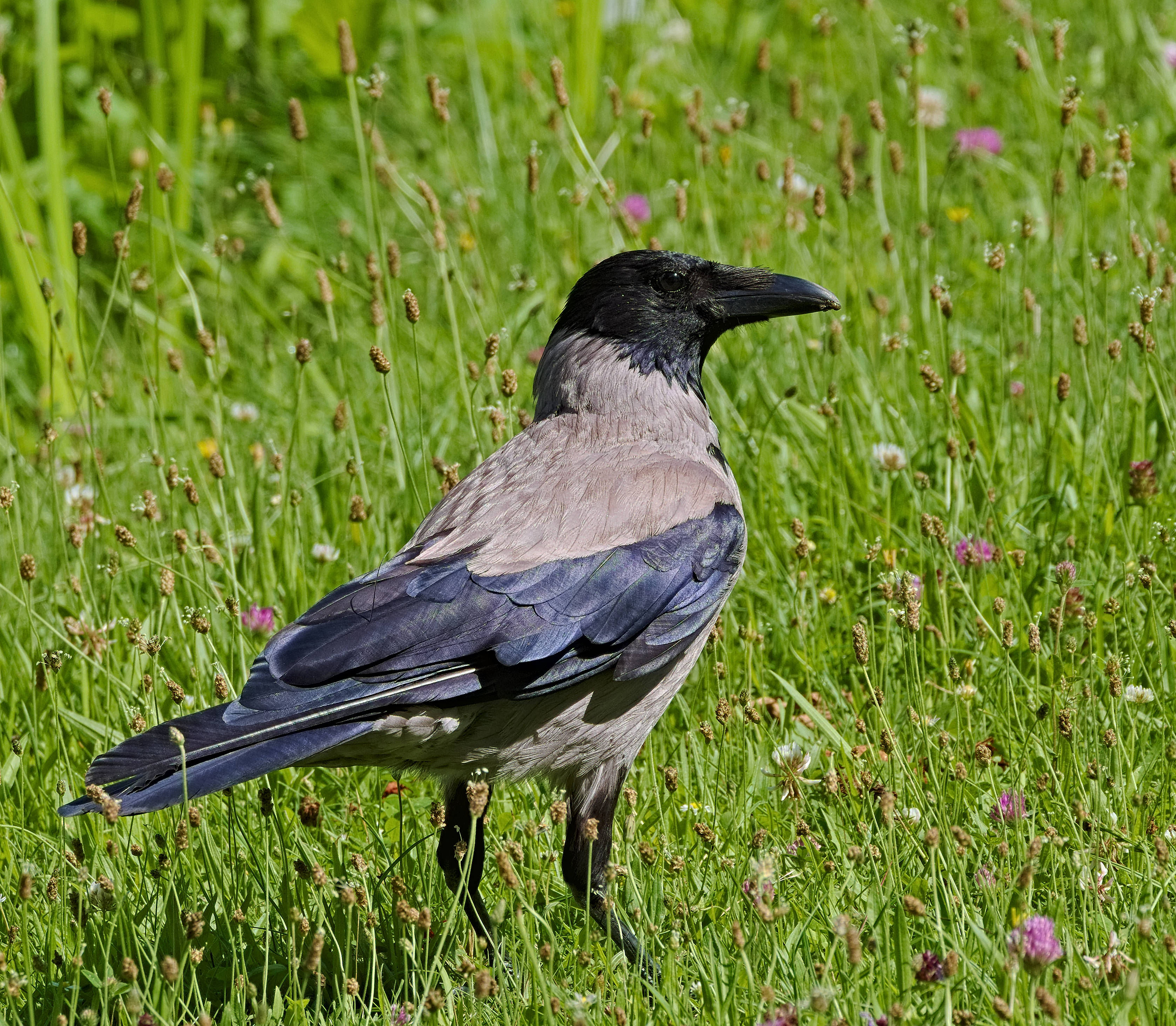
Une corneille mantelée près du lac de Scharmützel, Allemagne. Juillet 2017.

### Plumage et mensurations
À l'exception des plumes de la tête, la gorge, les ailes, la queue et de la cuisse, qui sont pour la plupart noires et brillantes, le plumage est gris cendré, les rachis sombres lui donnant un aspect strié. Le bec et les pattes sont noirs et l'iris est brun foncé. Il n'y a qu'une seule mue, à l'automne, comme dans d'autres espèces de corvidés. Les deux sexes sont très semblables, à part la plus grande taille du mâle. Le vol est lent et lourd, et généralement linéaire. La taille de l'animal varie entre 48 et 52 cm de long. À l'éclosion, les jeunes sont beaucoup plus noirs que les parents. Les juvéniles ont un plumage plus terne avec des yeux bleuâtres ou grisâtres et une bouche rouge. Les oiseaux adultes ont une envergure moyenne de 98 cm et un poids moyen de 510 g.

### Espèces similaires
La Corneille mantelée, avec ses couleurs contrastées, ne peut pas être confondue avec la Corneille noire, mais son cri d'appel  est presque identique à celui de cette espèce.

## Écologie et comportement

### Alimentation

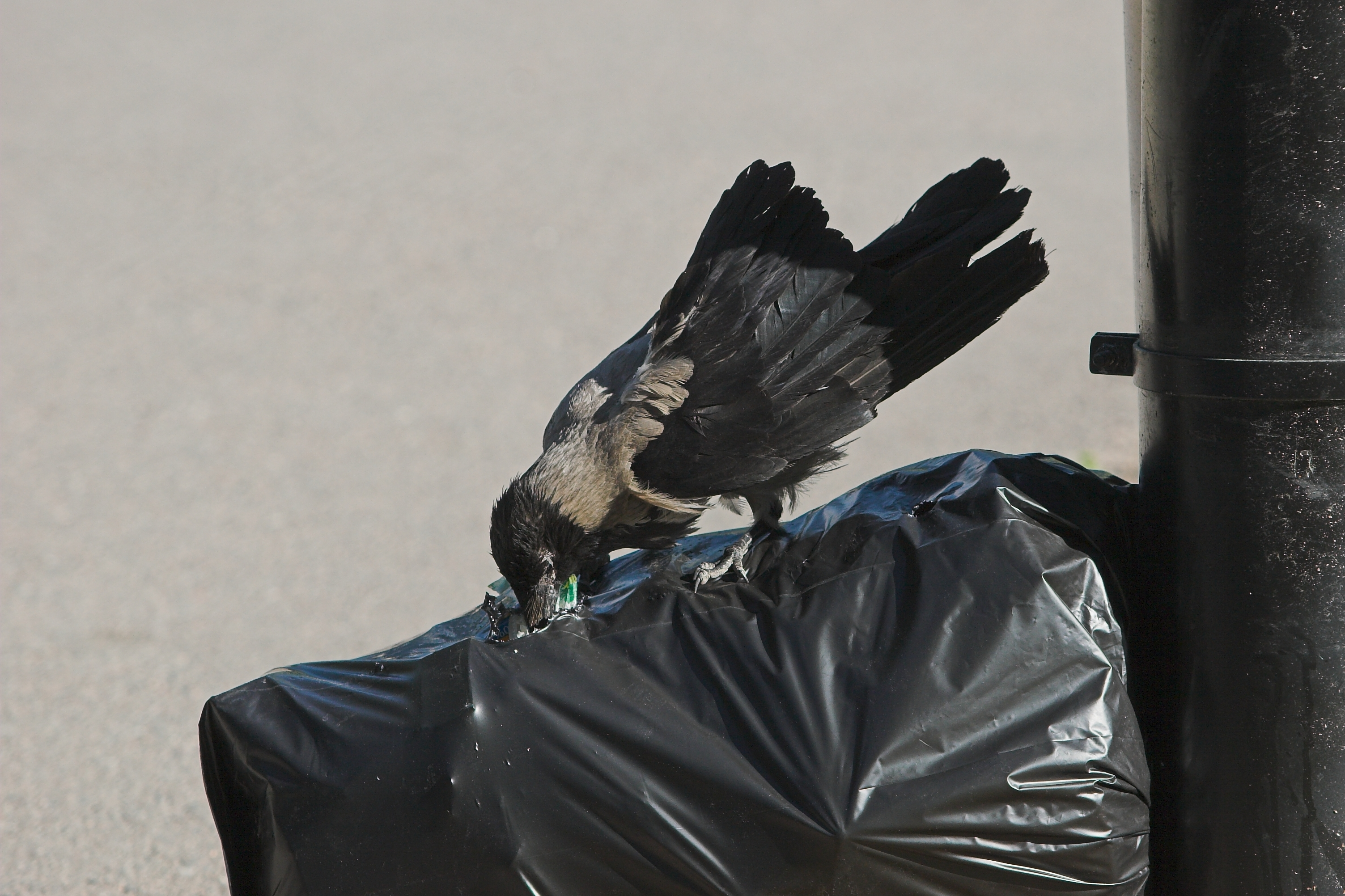
Corneille fouillant une poubelle à la recherche de nourriture.

La Corneille mantelée est omnivore, avec un régime similaire à celui de la Corneille noire, et est un charognard régulier. Il attrape et fait tomber des mollusques et des crabes afin de les briser à la manière de la Corneille noire, et un vieux nom écossais pour désigner les coquilles vides d'oursin était « crow's cups » (« tasses de corneille »). Elle vole sur les falaises côtières les œufs de goélands, cormorans et autres oiseaux lorsque leurs propriétaires sont absents, et elle entre dans le terrier du Macareux moine pour subtiliser ses œufs. Elle se nourrit également de petits mammifères, de restes de nourriture humaine, de petits oiseaux et de charognes.

### Reproduction

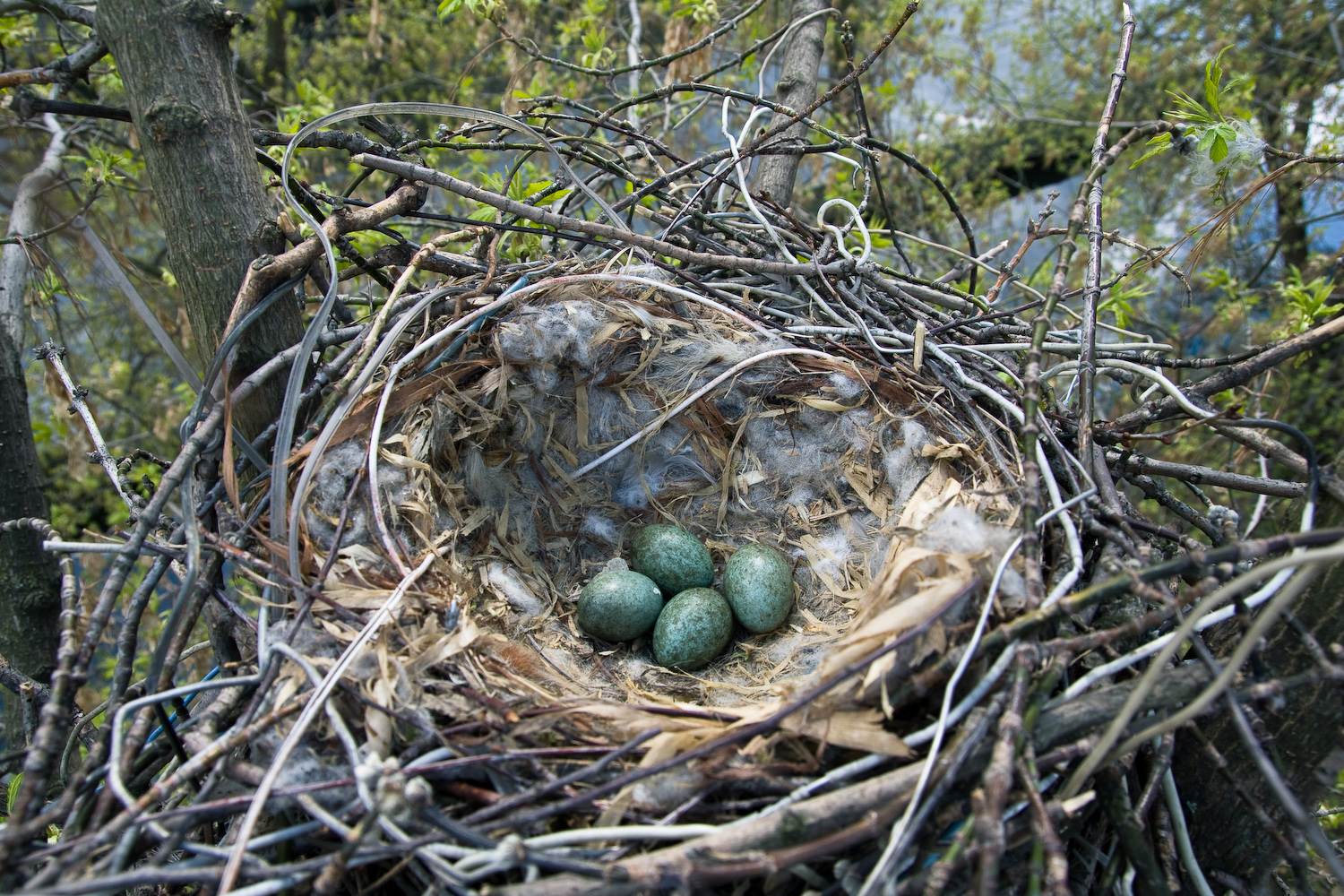
Nid avec des œufs dans la ville de Moscou.

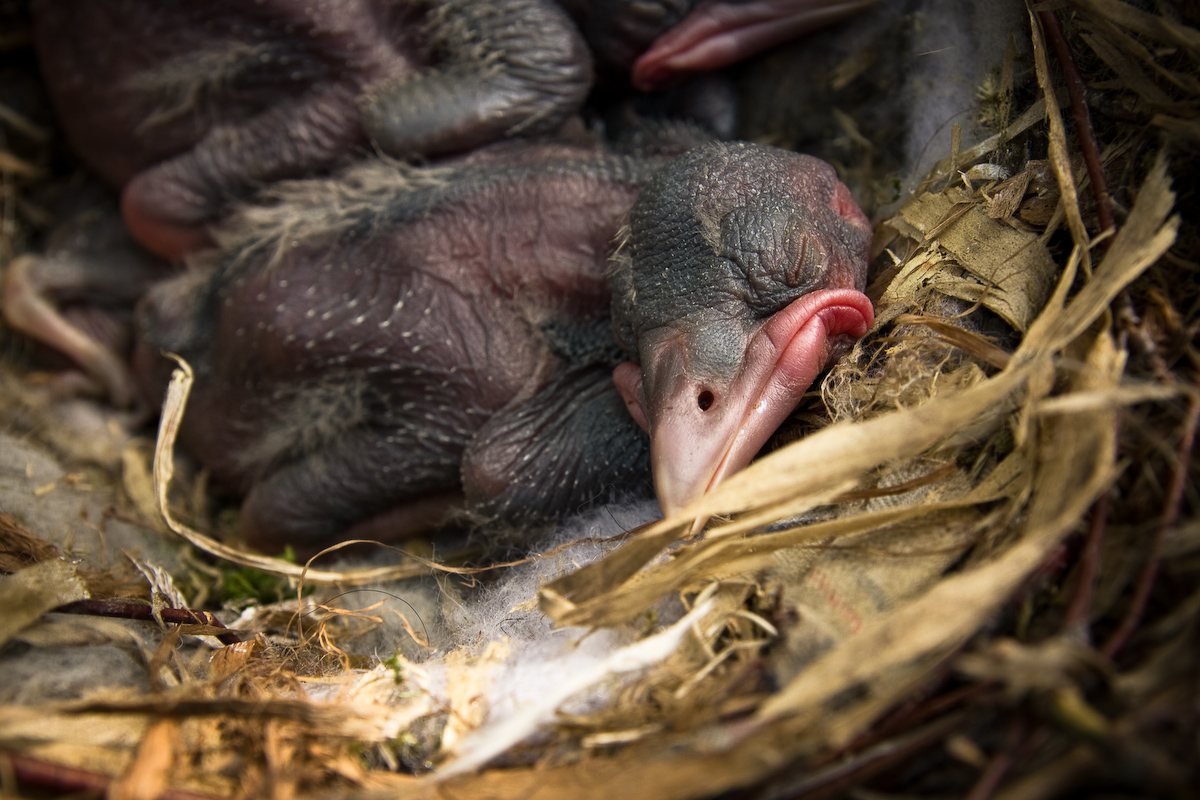
Oisillons de corneille âgés de 10 jours.

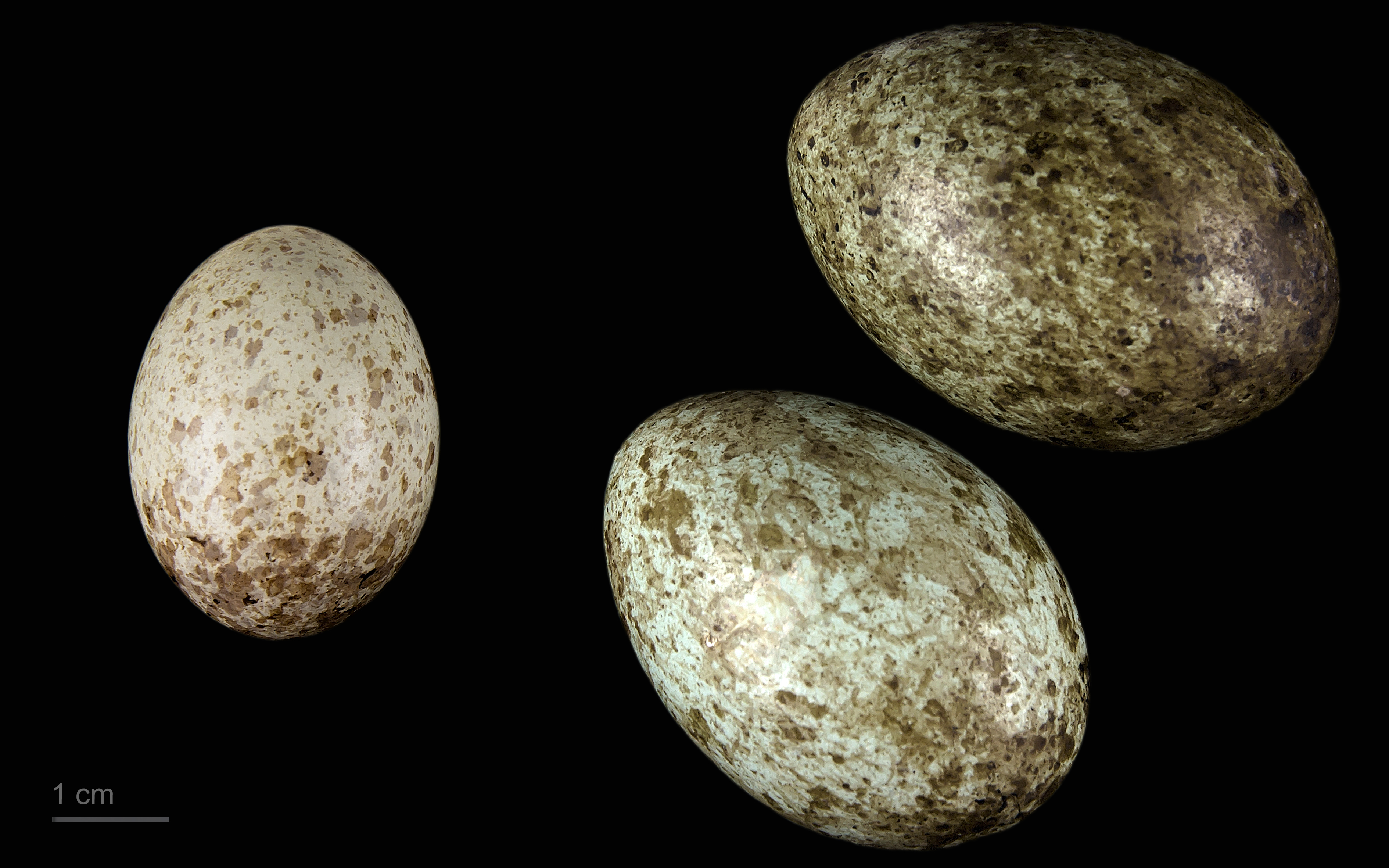
Œuf de Clamator glandarius dans une couvée de Corvus cornix - Muséum de Toulouse

La nidification a lieu plus tard dans les régions froides : de mi-mai à la mi-Juin dans le nord-ouest de la Russie, les îles Shetland et les îles Féroé et fin de février dans la région du golfe Persique. Dans les régions les plus chaudes des îles Britanniques, les œufs sont pondus en avril . Le volumineux nid de branches est généralement placé dans un grand arbre, mais les corniches des falaises, les bâtiments anciens et les pylônes peuvent être utilisés. Les nids sont parfois placés sur ou près du sol. Le nid ressemble à celui de la Corneille noire, mais sur la côte les algues entrent fréquemment dans sa construction, ainsi qu'os d'animaux et les fils,. Les quatre à six œufs bruns tacheté de bleu mesurent 4,3 × 3 cm et pèsent 19,8 g, dont 6 % de coquille. Les œufs sont couvés pendant 17-19 jours par la femelle seule, qui est nourrie par le mâle. Les petits sont nidicoles. Ils quittent le nid au bout de 32 à 36 jours. Des femelles en incubation ont été observées allant chercher la plus grande partie de leur nourriture, puis plus tard celle destinée à leurs petits.
La durée de vie de cet oiseau est inconnue, mais celle de la Corneille noire est de quatre ans en moyenne. L'âge maximal enregistré pour une Corneille mantelée est de 16 ans et 9 mois.
Cette espèce est un hôte secondaire du Coucou geai, un parasite de couvée, même si l'hôte de prédilection de ce dernier est la Pie bavarde. Dans les zones où cette dernière est absente, comme en Israël et en Égypte, la Corneille mantelée devient l'hôte privilégié pour ce coucou.
Cette espèce, comme son parent, est régulièrement abattue par les agriculteurs. Dans le comté de Cork, en Irlande, les clubs d'armes à feu du comté ont tué plus de 23 000 Corneilles mantelées en deux ans au début des années 1980.

## Aire de répartition et habitat

Carte de répartition de la Corneille mantelée.

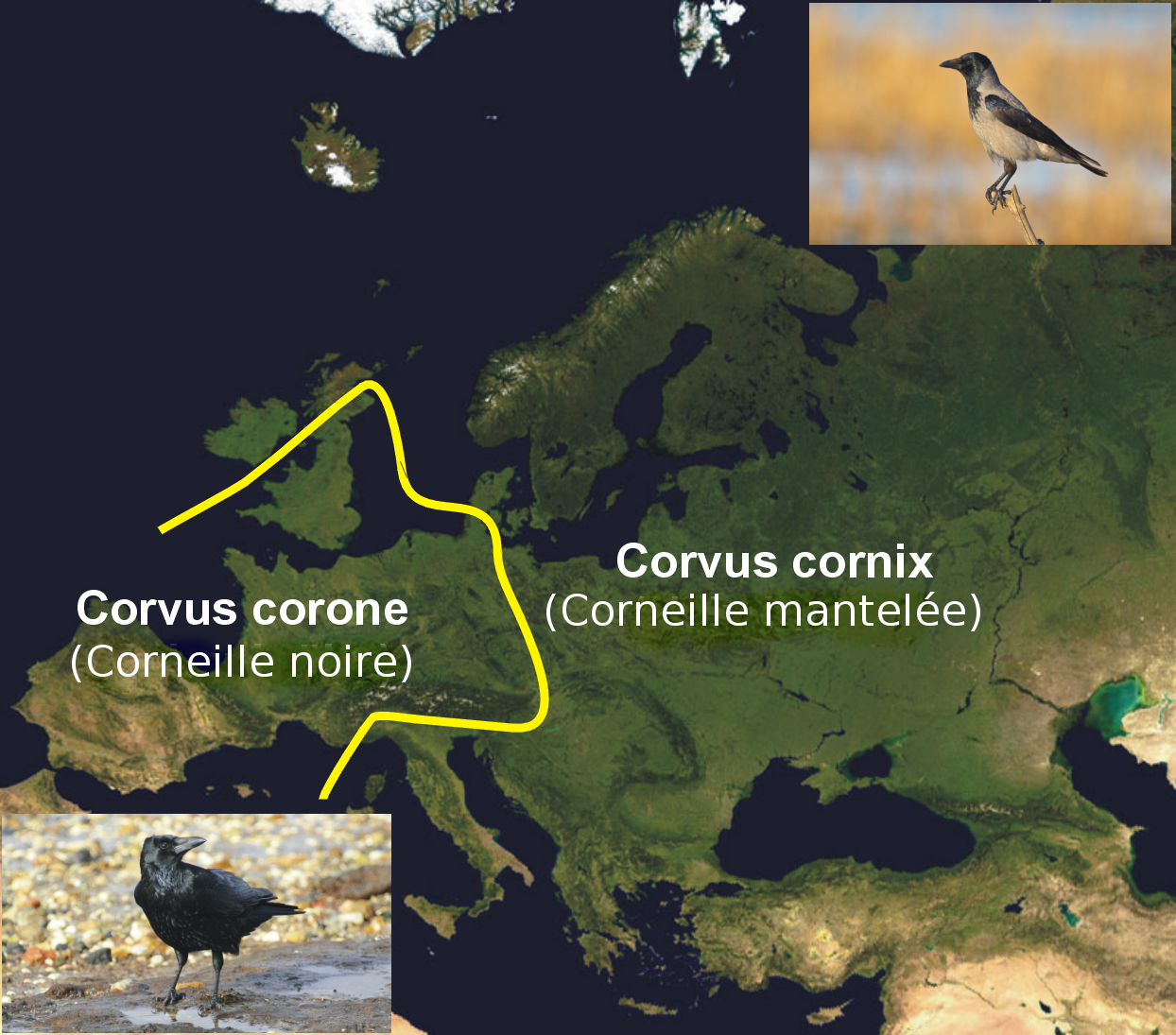
Carte illustrant la répartition européenne de la Corneille noire et la Corneille mantelée

La Corneille mantelée se reproduit dans le nord et l'est de l'Europe, mais certaines sous-espèces occupent également le sud de l'Europe et l'ouest de l'Asie. Lorsque son aire de répartition se chevauche avec celui de la Corneille noire, comme dans le nord de la Grande-Bretagne, l'Allemagne, le Danemark, l'Italie du Nord et la Sibérie, ils produisent des hybrides fertiles. Cependant, ces hybrides sont moins résistants que les oiseaux de race pure, et c'est l'une des raisons pour lesquelles cette espèce a été divisée de la Corneille noire. Il y a certaines régions, telles que l'Iran et la Russie centrale, où peu ou pas de croisements se produisent.
Dans les îles Britanniques, la Corneille mantelée se reproduit régulièrement en Écosse, sur l'Île de Man et dans les îles écossaises. Elle se reproduit également couramment en Irlande. En automne, certains oiseaux migrateurs arrivent sur la côte est de la Grande-Bretagne. Dans le passé, il s'agissait d'un visiteur plus commun, et dans le Hertfordshire il était connu comme le « Corbeau de Royston » d'après la ville de Royston. Le journal local vieux de 150 ans est toujours intitulé Royston Crow, et la tête de l'oiseau illustre le haut de la une.

## Taxinomie et systématique
La Corneille mantelée a été l'une des nombreuses espèces décrites à l'origine par Linné dans son Systema naturae au XVIIIe siècle et elle porte toujours le nom que celui-ci lui a attribué, Corvus cornix. Le nom binomial est dérivé des mots latins corvus, signifiant « corbeau » et cornix, signifiant « corneille ». Elle a ensuite été considérée comme une sous-espèce de la Corneille noire pendant de nombreuses années et par conséquent connue sous le nom Corvus corone cornix, en raison des similitudes des deux espèces dans leur morphologie et leur comportement. Depuis 2002, elle a été re-élevée au rang d'espèce à part entière.

### Sous-espèces

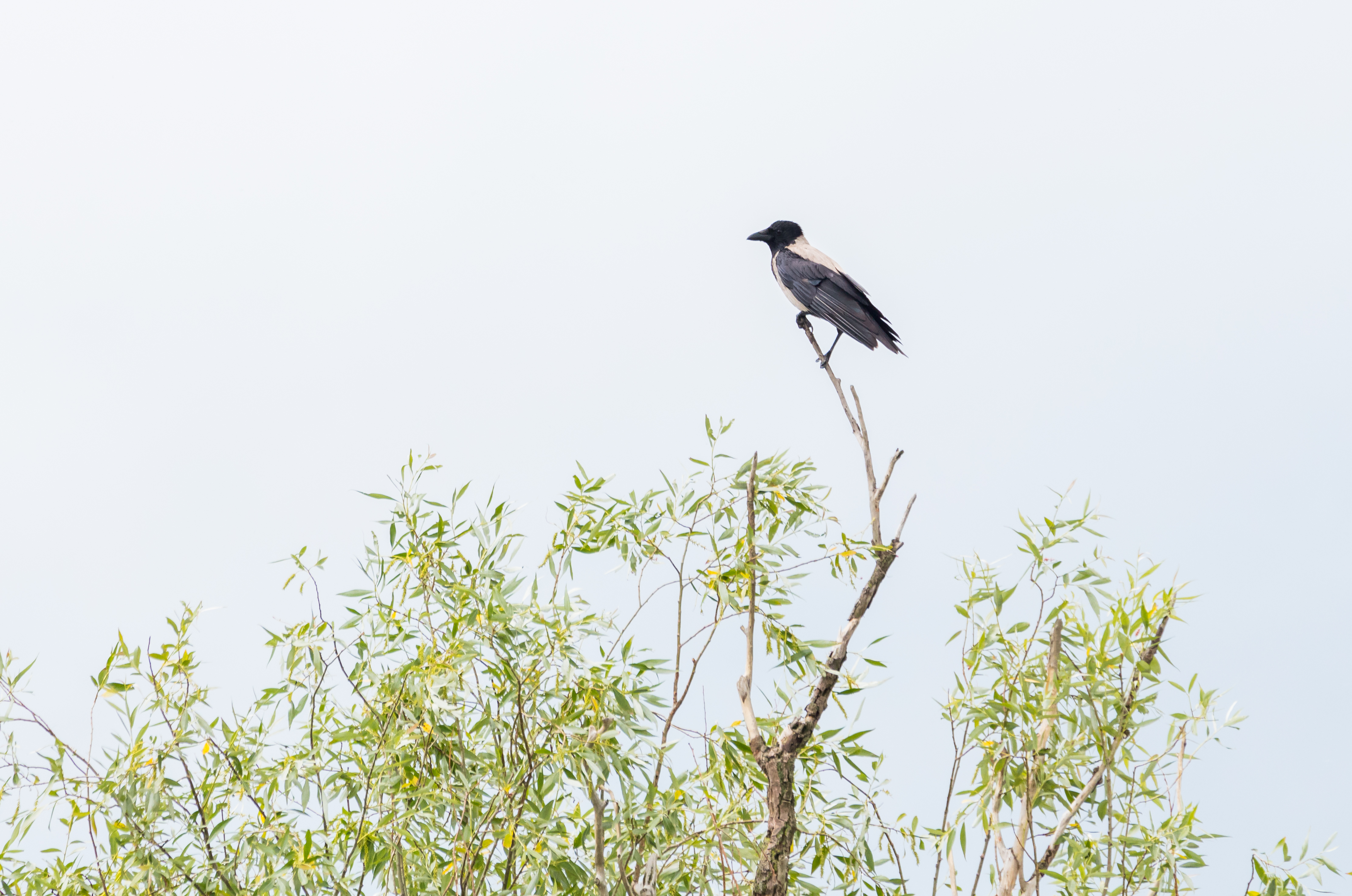
Corneille mantelée sur le Delta du Danube, Roumanie.

Quatre sous-espèces de la Corneille mantelée sont aujourd'hui reconnues. Auparavant toutes étaient considérées comme sous-espèces de Corvus corone. Une cinquième, Corvus cornix sardonius (Trischitta, 1939) a été ajoutée mais elle a été tour à tour partagée entre C. c. sharpii (la plupart de la population), C. c. cornix (population corse) et C. c. pallescens au Moyen-Orient.
- C. c. cornix, la sous-espèce type, se reproduit dans les îles Britanniques (principalement en Écosse et en Irlande) et en Europe, jusque dans le sud de la Corse.
- C. c. pallescens (Madarász, 1904) se trouve en Turquie et en Égypte, et est plus pâle que la sous-espèce type, comme son nom l'indique.
- C. c. sharpii (Oates, 1889) a été nommée en l'honneur du zoologue anglais Richard Bowdler Sharpe. C'est une forme gris plus pâle présente de Sibérie occidentale jusqu'à la région du Caucase et à l'Iran[4].
- C. c. capellanus (P.L. Sclater, 1877) est connu comme la Corneille mésopotamienne. Cette forme distinctive apparait en Irak et en dans le sud-ouest de l'Iran. Elle a le plumage gris très pâle presque blanc[4]. Cette population est peut-être suffisamment distincte pour être considérée comme espèce à part entière[16].

## La Corneille mantelée et l'Homme

### Sauvegarde
La liste rouge de l'UICN ne distingue pas la Corneille mantelée de la Corneille noire, mais les deux espèces ont à elles deux une aire de répartition très étendue, estimée à 10 millions de kilomètres carrés, et une grande population, comprenant environ 21 à 51 millions d'individus rien qu'en Europe. Elles ne semblent pas être concernées par les seuils de déclin de la population de la liste rouge de l'UICN (c'est-à-dire une baisse de plus de 30 % en dix ans ou trois générations), et sont donc évaluées comme étant de préoccupation mineure,.

### La Corneille mantelée dans la culture

#### Dans l'Antiquité gréco-romaine
La Corneille mantelée est la corneille connue par les Grecs et les Romains. Κορώνη / korốnê est décrite par Aristophane comme grise. Pline l'Ancien mentionne comme une curiosité, à Rome, une corneille venue de Bétique (sud de l'actuelle Espagne), « remarquable par sa couleur absolument noire » : il s'agit d'une Corneille noire. Malgré la différence de couleur entre Corneille mantelée et Grand Corbeau entièrement noir, il arrive que les auteurs romains confondent les deux oiseaux et que κóραξ / kórax, qui se réfère habituellement au Grand Corbeau, désigne aussi la Corneille mantelée,.
Dans la version de sa légende étiologique rapportée par Ovide, la corneille figure aux côtés du corbeau dans l'histoire de Coronis : Apollon s'éprend de la mortelle Coronis fille de Phlégias, qui le trompe. Le corbeau veut révéler à son maître l'infidélité, mais la corneille essaie de l'en dissuader en racontant sa propre histoire : prise en pitié par Athéna/Minerve alors qu'elle est poursuivie par Poséidon, elle est changée en oiseau noir pour préserver sa chasteté. Devenue l'oiseau préféré de la déesse, elle lui révèle la trahison des filles de Cécrops, mais par son bavardage elle perd la faveur de Minerve au profit de la chouette. Négligeant cet avertissement, le corbeau raconte tout à Apollon et se voit infliger en punition un plumage tout noir,. Chez Callimaque de Cyrène, la corneille est un simple oiseau et sa punition pour avoir ébruité la trahison des filles de Cécrops est d'être chassée de l'Acropole,.
Les liens d'Athéna avec la corneille restent ambigus. Pline l'Ancien affirme que « la corneille se voit rarement dans les bois sacrés et les temples de Minerve, et pas du tout en certains lieux, par exemple à Athènes. » Toutefois, d'après Pausanias, la cité de Coronée en Messénie abrite une statue d'Athéna tenant dans la main une corneille. Une lékanè du British Museum représente sur son pourtour une procession se dirigeant vers Athéna et un autel sur lequel est juchée une corneille ; elle pourrait représenter le culte d'Athéna à Coronée.
La corneille est réputée pour sa fidélité conjugale, c'est pourquoi elle est un oiseau sacré pour Héra, déesse du mariage. Selon Élien, les mariages sont à Rhodes l'occasion d'un chant à la corneille, décrite comme la fille d'Apollon. Interprété par des « corneillistes » (koronistai), le chant incite les époux à produire des enfants légitimes,.
Contrairement au corbeau, la corneille n'est guère réputée être un oiseau de présages en Grèce antique. Seul Élien rapporte que pour les ornithomanciens, entendre le cri d'une corneille est de mauvais augure à un mariage. Une fable d'Ésope, « La Corneille et le corbeau » rapporte que la corneille, jalouse des dons de divination du corbeau, s'essaie à prophétiser depuis une branche d'arbre en voyant passer des voyageurs. L'un d'entre eux commente : « Allons, amis, continuons notre chemin : ce n'est qu'une corneille, ses cris ne donnent pas de présages. » Une autre fable, « La Corneille et le chien », explique qu'Athéna la « hait au point d'ôter toute créance à [s]es présages. » La corneille est également représentée comme impudente, malveillante et envieuse des oiseaux ayant la faveur des dieux.
Aristote est le premier auteur à livrer une description naturaliste de la corneille. Il la décrit comme un oiseau présent toute l'année et familier des villes, ce qui explique sans doute que la description laissée par les auteurs antiques soit, dans l'ensemble, assez fidèle. Elle est omnivore et aime à manger les cadavres de poissons rejetés par la mer. Pline la montre ouvrant des noix en les lâchant depuis une grande hauteur sur des cailloux ou sur les toits en tuiles, tandis que chez Aratos de Soles, elle plonge tout entière dans l'eau pour pêcher du poisson, un comportement rare mais attesté chez la Corneille noire. Pline note qu'elle préfère marcher plutôt que sautiller. Comme le Grand Corbeau et le Choucas des tours, la corneille est connue comme monogame. Chez Élien, si son conjoint meurt, la corneille n'en prend jamais d'autre, ce qui n'est pas le cas en réalité. Pline situe sa période de reproduction après le milieu de l'été, alors que les études modernes mentionnent plutôt la mi-mai en Grèce. Aristote relève que seule la femelle couve, tandis que le mâle se charge de son ravitaillement, et que les petits naissent aveugles. Contrairement à la plupart des oiseaux, la corneille s'occupe de ses petits même après qu'ils ont appris à voler. La corneille a pour ennemie la chouette, mais pour ami le héron.
La possibilité de domestiquer la corneille est déjà connue des Grecs et des Romains. Il est possible que dans Les Oiseaux d'Aristophane, comédie représentée aux Grandes Dionysies en 414 av. J.-C., le personnage de Peisetairos entre en scène en tenant une corneille par une cordelette avant de la laisser s'envoler entre les vers 86 et 91. Macrobe montre également dans ses Saturnales un individu dressant un corbeau ou une corneille pour dire : « Salut, César, victorieux empereur ! ». Placé sur la route d'Octave revenant vainqueur de la bataille d'Actium, l'oiseau est acheté 20 000 sesterces,.

#### Dans le monde celte
Dans le folklore celtique, l'oiseau apparaît sur l'épaule de Cú Chulainn mourant, et pourrait également être une manifestation de Morrígan, la femme de Tethra, ou la Cailleach. Cette idée a perduré, et la Corneille mantelée est associée aux fées dans les Highlands écossais et en Irlande. Au XVIIIe siècle, les bergers écossais leur faisaient des offrandes pour qu'elles n'attaquent pas les moutons. Dans le folklore des îles Féroé, une tradition raconte que si une jeune fille sort sur le matin de la Chandeleur, et jette une pierre, puis un os, puis une touffe de gazon à une Corneille mantelée — si celle-ci survole la mer, son mari sera un étranger, si elle a atterri sur une ferme ou une maison, qu'elle épouserait un homme de cet endroit, mais si elle ne bouge pas, elle restera célibataire.

#### De nos jours
La Corneille mantelée est représentée sur la crête du North Hertfordshire District Council. Elle est aussi l'un des 37 oiseaux norvégiens représentés dans la salle des oiseaux du Palais Royal à Oslo. Jethro Tull mentionne la Corneille mantelée dans la chanson Jack Frost and the Hooded Crow en bonus track sur la version remastérisée du Broadsword and the Beast et sur leur The Christmas Album.
La corneille mantelée a également donné lieu à une curieuse invention linguistique. À Turin, ville où l'espèce est extrêmement présente, la plupart des habitants y voit un croisement entre le corbeau et le pigeon. S'est ainsi développée l'appellation de corccione, issue d'un mélange entre corvo (corbeau) et piccione (pigeon).